# Spartak Fýtbol Klýby
Lo Spartak Semey Futbol Kluby, precedentemente conosciuto come Yelimay Semipalatinsk, è una società calcistica kazaka che milita nella massima serie del campionato di calcio kazako. Questa squadra ha raggiunto importanti traguardi: ha infatti vinto tre volte il campionato di calcio kazako nel 1994, 1995 e 1998.

## Storia del nome
- 1964 : Fondazione dello Tsementnik
- 1971 : Rinominato Spartak
- 1993 : Rinominato Yelimay
- 1999 : Rinominato AES Yelimay per motivi di sponsor

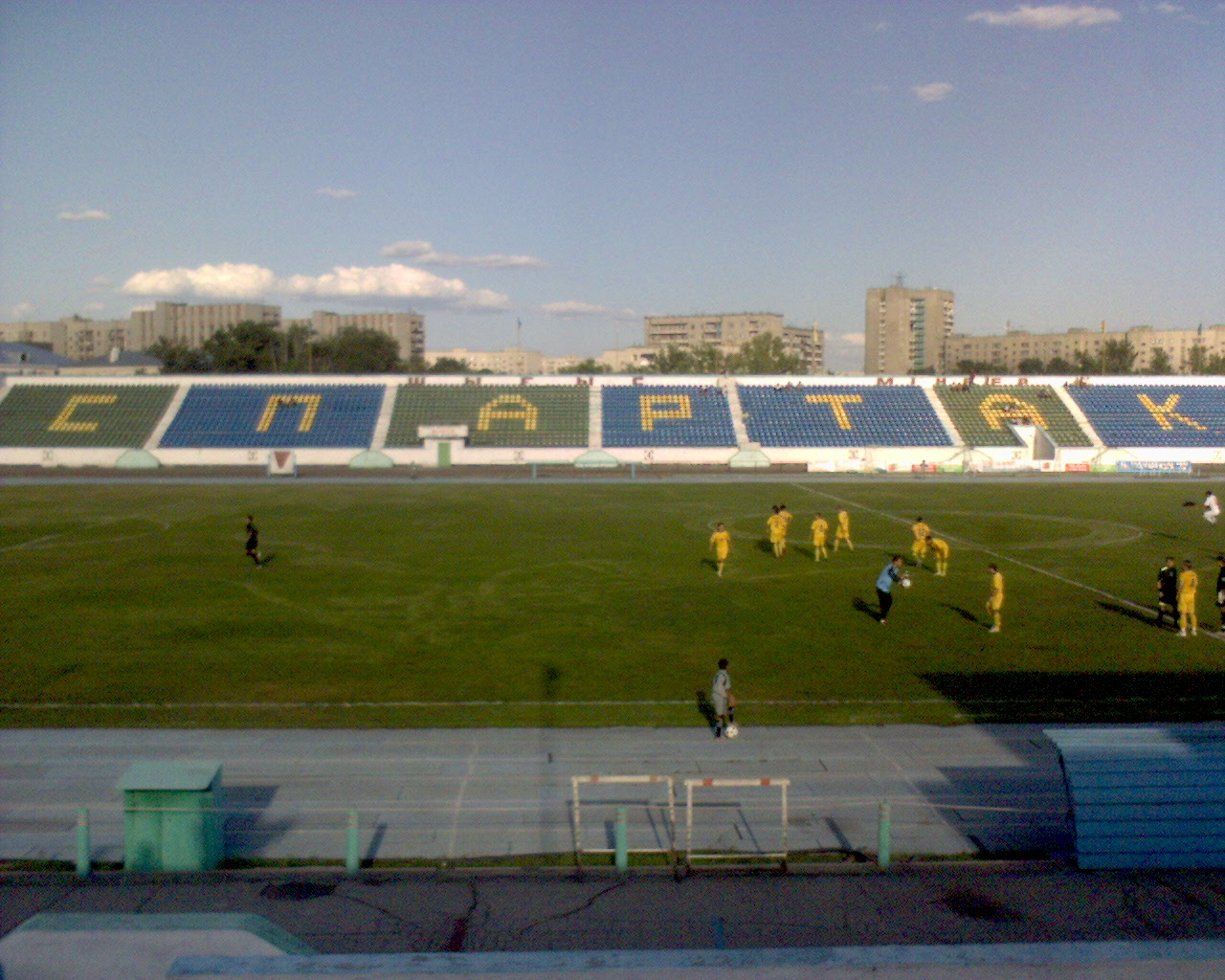
Lo stadio dello Spartak Semey

- 2001 : Rinominato Yelimay
- 2004 : Rinominato Semey
- 2008 : Rinominato Spartak [1]

## Palmarès

### Competizioni nazionali
- Campionato di calcio kazako: 3

1994, 1995, 1998
- Supercoppa del Kazakistan: 1

1995

### Altri piazzamenti
- Coppa del Kazakistan:

Semifinalista: 2003

## Rosa attuale
| N. |                       | Ruolo | Calciatore                |
| -- | --------------------- | ----- | ------------------------- |
|    | Kazakistan (bandiera) | P     | Sergei Osintsev           |
|    | Kazakistan (bandiera) | P     | Nikolai Yakovlev          |
|    | Kazakistan (bandiera) | D     | Denis Proskurin           |
|    | Kazakistan (bandiera) | D     | Igor Goryachev (capitano) |
|    | Kazakistan (bandiera) | D     | Yernur Ulanov             |
|    | Kazakistan (bandiera) | D     | Sergei Kucheruk           |
|    | Kazakistan (bandiera) | C     | Medet Isanov              |
|    | Kazakistan (bandiera) | C     | Bauyrzhan Myngatov        |
|    | Kazakistan (bandiera) | C     | Kairat Medetov            |
|    | Kazakistan (bandiera) | C     | Alibek Sakenov            |

| N. |                       | Ruolo | Calciatore            |
| -- | --------------------- | ----- | --------------------- |
|    | Kazakistan (bandiera) | C     | Yefim Germanovich     |
|    | Kazakistan (bandiera) | C     | Dauren Aitkazinov     |
|    | Kazakistan (bandiera) | C     | Dmitrii Davydov       |
|    | Kazakistan (bandiera) | C     | Dmitrii Dzhagov       |
|    | Kazakistan (bandiera) | C     | Galym Karakenov       |
|    | Kazakistan (bandiera) | C     | Yerkin Yedigenov      |
|    | Kazakistan (bandiera) | C     | Serikbek Kapparov     |
|    | Kazakistan (bandiera) | C     | Yerkebulan Nurgaliyev |
|    | Kazakistan (bandiera) | A     | Serik Kaziyev         |
|    | Kazakistan (bandiera) | A     | Azat Yersalimov       |